# Льюис (Орегон)
Льюис (англ. Lewis) — невключённая территория, расположенный в округе Уаллауа штата Орегон (США). Поселение было названо Гербертом Л. Данбаром в честь Фрэнка Льюиса, чья жена Альта Э. Льюис была первым почтмейстером почтового отделения общины, которое работало с 11 сентября 1913 года по май 1935 года.

## Климат
Этот климатический регион характеризуется небольшими перепадами температуры, и круглый год выпадает достаточное количество осадков. Среднегодовая температура в Льюисе 7,3 °C. Самый тёплый месяц, в среднем, июль со средней температурой 18,2 °C. Самый холодный месяц в среднем — декабрь, со средней температурой −3,3 °C. Согласно системе классификации климата Кёппена, в Минаме средиземноморский климат.